# Paul Wolters
Ne doit pas être confondu avec Paul Walters.
Paul Heinrich August Wolters (né le 1er septembre 1858 à Bonn et mort le 21 octobre 1936 à Munich) est un archéologue classique allemand spécialisé dans l'art grec et romain antique.

## Biographie
Il est le fils du théologien Albrecht Wolters (1822-1878).
Il étudie la philologie classique et l'archéologie aux universités de Halle, Strasbourg et Bonn, obtenant son doctorat en 1882. Grâce à une bourse de l'Institut archéologique allemand (DAI), il effectue un voyage d'études en Italie, en Grèce et en Asie Mineure (1885-1887). De 1900 à 1908, il est professeur à l'université de Wurtzbourg et, en 1908, succède à Adolf Furtwängler comme professeur d'archéologie classique à l'université de Munich où il est également directeur de la Glyptothèque. L'archéologue Ernst Buschor est l'un de ses élèves.
En 1888/89, il effectue des travaux de fouilles au Kabeirion de Thèbes, un sanctuaire rural contenant des temples et des théâtres. En 1925, avec Gabriel Welter, il conduit une fouille archéologique à Kolona, Égine.

## Publications
En 1885, il publie une nouvelle édition de Karl Friederichs ' Die Gipsabgüsse antiker Bildwerke in historischer Folge erklärt : Bausteine zur Geschichte der griechisch-römischen plastik (Les moulages en plâtre des sculptures anciennes expliqués dans l'ordre historique, etc.) Parmi les autres œuvres notées de Wolters, citons :
- Mykenische gräber in Kephallenia, Athènes, 1894 – Tombes mycéniennes à Céphalonie.
- Der westgiebel des olympischen Zeustempels, Munich, Académie royale des sciences de Bavière, 1908 – Le pignon ouest du Zeus olympien.
- Beschreibung der Glyptothek König Ludwig's I. zu München. Munich, 1910[7].
- Eine Darstellung des athenischen Staatsfriedhofs, 1913 – Une représentation du cimetière d'État athénien.
- Archäologische Bemerkungen, 1915 – Commentaires archéologiques.
- Der Geflügelte Seher, 1928 – Le voyant ailé.
- Das Kabirenheiligtum bei Theben, 1940 (avec Gerda Bruns) – le sanctuaire de Kabeirion près de Thèbes[8].